# 日本入侵马来亚战争
哥打巴魯戰役发生于1941年12月8日午夜(当地时间)，之前发生了日本偷袭珍珠港事件。此次战争是太平洋战争的第一个主要战役。发生于英属印度陆军和大日本帝国陆军之间。
吉兰丹州首府哥打巴鲁位于马来西亚东北岸，在1941年是英国皇家空军和澳大利亚皇家空军在北马来亚的军事基地。澳大利亚空军的零星袭击、英属印度军队海岸防卫以及大炮火力对日本军队造成了显而易见的损失。